# Norbert Zongo
Pour l’article homonyme, voir Zongo (homonymie).
Norbert Zongo est un journaliste burkinabè né le 31 juillet 1949 à Koudougou et mort assassiné le 13 décembre 1998 à Sapouy. Fondateur et directeur de l’hebdomadaire L'Indépendant, il est également auteur de deux romans : Le Parachutage et Rougbêinga.

## Biographie
Né à Koudougou, il obtient son baccalauréat en 1975. Il est enseignant depuis 1971. Il enseigne à Pô et à Ouagadougou. Comme journaliste, il commence sa carrière en 1986 au sein du journal étatique Sidwaya puis au Carrefour africain. Il fonde en 1993 L'Indépendant ; il dénonce alors la corruption qui gangrène l'État et s'oppose au régime de Blaise Compaoré.
Il est une des figures du combat pour la démocratie et la liberté de la presse en Afrique. Il a animé de nombreuses conférences partout au Burkina sur les questions de démocratie et de défense des droits humains.
Il aime à dire :

« Le pire n’est pas la méchanceté des gens mauvais mais le silence des gens bien,. »

## Assassinat
Après avoir commencé une enquête sur la mort mystérieuse de David Ouedraogo, le chauffeur de François Compaoré, le frère du président burkinabè Blaise Compaoré, Norbert Zongo est assassiné le 13 décembre 1998, avec les trois personnes qui l'accompagnaient (Blaise Ilboudo, Ablassé Nikiéma et Ernest Zongo), soulevant une très vive émotion à Ouagadougou, à travers tout le pays mais aussi dans les pays voisins,. En réaction, de nombreuses manifestations ont eu lieu dans tout le pays, les plus violentes ont été enregistrées à Koudougou (à l'ouest de Ouagadougou), où était né Norbert Zongo. Les partisans du parti au pouvoir, organisés en milice et armés de gourdins, se sont livrés à une chasse aux manifestants dans plusieurs villes du pays.

### L'enquête officielle
Cédant au mécontentement populaire, le président Blaise Compaoré laisse une enquête judiciaire s'ouvrir. En sept ans d'instruction, un seul suspect, Marcel Kafando, un adjudant de la sécurité présidentielle, a été inculpé, mais le témoin l'accusant s'est rétracté au cours d'une confrontation judiciaire.
En août 2000, ce fut au tour de cinq membres de la garde présidentielle d’être inculpés du meurtre de Ouedraogo. Marcel Kafando, Edmond Koama et Ousseini Yaro, également suspectés dans l'affaire Zongo, furent reconnus coupables et condamnés à des peines de prison. Edmond Koama est décédé le 4 janvier 2001.
Le procès Zongo s’est conclu par un non-lieu le 19 juillet 2006 qui a provoqué un tollé international,.
En décembre 2012, la famille du journaliste, les avocats de la partie civile et le Mouvement burkinabè des Droits de l'Homme et des Peuples (MBDHP) saisissent la Cour africaine des Droits de l'Homme et des Peuples à Arusha. La cour se déclare compétente le 21 juin 2013 pour le dossier. Le 28 novembre 2013, les juges passent au jugement de l'affaire, qui est délibérée le 28 mars 2014. Dans son arrêt, la cour a condamné l’État burkinabè pour avoir « violé les droits des requérants à ce que leur cause soit entendue par la justice nationale ». Cette décision sonne comme une réouverture du dossier Norbert Zongo.
La justice burkinabè rouvre le dossier après la déchéance de Blaise Compaoré en octobre 2014. Elle procède à « trois autres inculpations et des dizaines d’auditions » selon l’avocat de la famille, Prosper Farama. François Compaoré, frère cadet de l’ancien président, est considéré comme l’un des principaux suspects. Ce dernier est interpellé le 29 octobre 2017 par la police française à son retour d'Abidjan à l'aéroport de Paris-Charles de Gaulle, mais son extradition semble peu vraisemblable avant 2020. Le 5 mars 2020, le premier ministre français, Édouard Philippe, signe le décret d'extradition de François Compaoré. Quelque temps plus tard, saisie par François Compaoré, la Cour Européenne des Droits de l'Homme (CEDH) empêche cette extradition, arguant que celle-ci violerait l’article 3 de la Convention européenne des droits de l’homme (interdiction de la torture et des traitements inhumains ou dégradants).
En septembre 2023, la CEDH demande à la France de revoir sa position, estimant que les « assurances fournies par le Burkina » par le passé n’étaient plus automatiquement garanties depuis l’arrivée au pouvoir de militaires en 2022. De son côté, le gouvernement burkinabé estime que la décision de la CEDH ne faisait « aucunement obstacle » à l’instruction en cours au Burkina Faso et que celle-ci se poursuivrait, même en l'absence du prévenu,.

### Les enquêtes indépendantes
Des journalistes étrangers et une commission d'enquête internationale ont mené vers d'autres membres de la garde présidentielle burkinabè.
La commission indépendante a conclu que la mort de Norbert Zongo était due à des motifs purement politiques, en raison de ses investigations au sujet de la mort après torture de David Ouedraogo, chauffeur de François Compaoré. Ce dernier fut inculpé du meurtre de David Ouedraogo en janvier 1999. Le tribunal militaire abandonna ensuite les charges retenues contre lui.
Reporters sans frontières (RSF) a affirmé le 20 octobre 2006 que le rapport d'enquête de la Commission d'enquête indépendante (CEI) sur l'assassinat de Norbert Zongo avait été expurgé d'éléments mettant en cause François Compaoré, le frère du président Blaise Compaoré, et un homme d'affaires proche du pouvoir, Oumarou Kanazoé. Plusieurs fois cités dans cette affaire, Compaoré et Kanazoé ont toujours nié toute implication.
Le journal L'Événement a repris l'enquête de RSF et François Compaoré a porté plainte pour diffamation contre le journal. Le 8 janvier 2007, l'affaire est passée devant le tribunal de grande instance de Ouagadougou, mais faute de l'original du journal, l'audience a été renvoyée au 22 janvier.

### Influence culturelle de la mort de Zongo
Le chanteur de reggae ivoirien Alpha Blondy a écrit une chanson, Journalistes en danger, qui dénonce l'assassinat de Norbert Zongo et le pouvoir burkinabè qui essaie d'étouffer cette affaire. Norbert Zongo est également cité dans la chanson Les Martyres d'un autre reggaeman ivoirien, Tiken Jah Fakoly (album Cours d'histoire), dénonçant ainsi les nombreux assassinats politiques ayant eu lieu sur le continent africain.
Un collectif de rappeurs burkinabè s'est créé, « Artistes Unis pour Norbert Zongo » (Studio Abazon), afin de dénoncer le meurtre du journaliste ainsi que la culpabilité de l'État burkinabè dans cette affaire. Le rappeur Didier Awadi, membre de ce collectif, a également mis un discours de Norbert Zongo en musique sur son album Présidents d'Afrique sous le titre Le Silence des gens biens.

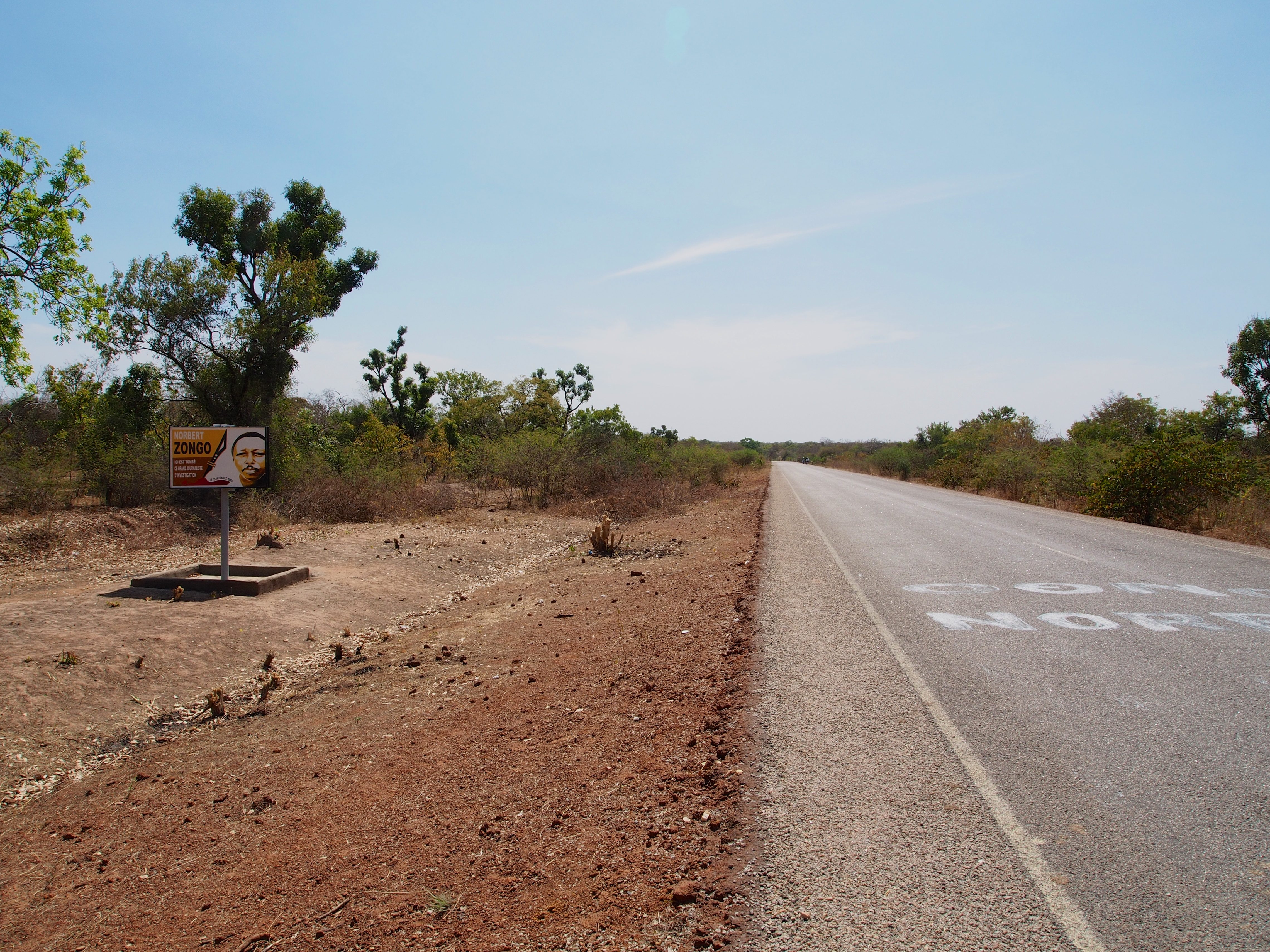
Lieu commémoratif de l'assassinat de Zongo à Sapouy.

En 2012, un lieu commémoratif a été érigé à l'endroit où Zongo fut assassiné, au bord de l'autoroute N6 (Ouagadougou - Léo), proche de la ville de Sapouy.

### Documentaire radiophonique
- Julie Chambon & Jean-Louis Rioual, Petite histoire d'impunité, diff. février 2001, 2 × 57 s 20, Prix radio 2002 de la SCAM (Société civile des auteurs multimédia)

### Filmographie
- Borry Bana, le destin fatal de Norbert Zongo, film documentaire de Luc Damiba et Abdoulaye Menès Diallo, Zarafa films, Pantin, 2008 (cop. 2003), 57 min (DVD)